# Achim Sydow

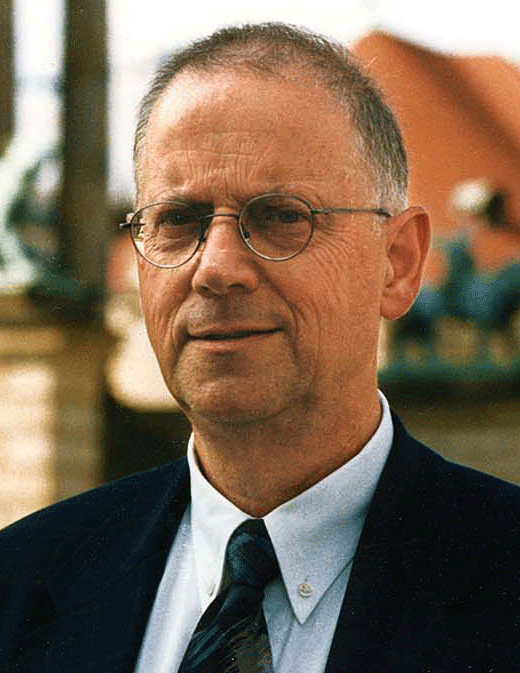
Professor Achim Sydow

Achim Sydow (* 20. September 1933 in Berlin) ist ein deutscher Mathematiker und Professor für Angewandte Systemanalyse. Er gehört zu den Pionieren der Analogrechentechnik und befasste sich mit der Modellierung und Computersimulation zur Analyse und Optimierung komplexer Systeme (zunächst in der Automatisierungstechnik und später in der Umwelt- und Klimaforschung). Er engagierte sich stark für die internationale Zusammenarbeit im UNESCO-Projekt EOLSS (Encyclopedia of Live Support Systems), in den Gremien von ERCIM (European Consortium for Informatics and Mathematics) und IMACS (International Assoziation for Mathematics and Computers in Simulation).

## Werdegang
Sydow wurde am 20. September 1933 in Berlin-Pankow geboren. Er besuchte die Volksschule und das Gymnasium (1940–1952) in Berlin. Nach dem Abitur studierte er Mathematik an der Humboldt-Universität Berlin (u. a. bei Kurt Schröder, Hans Reichardt) und im Nebenfach Physik (u. a. bei Rudolf Ritschl und Friedrich Möglich). 1957 schloss er das Studium mit dem akademischen Grad „Diplom-Mathematiker“ ab (Thema der Diplom-Arbeit: „Das Ritz-Verfahren und seine Anwendung in der Aerodynamik“).

### Industrie-Institut für Regelungstechnik Berlin (1957–1975)
Nach dem Studium begann er als Mathematiker seine Arbeit im Industrie-Institut für Regelungstechnik Berlin (IfR Berlin). Wegbestimmend für ihn wurde sein Einsatz in dem Elektronik-Labor für die Entwicklung des universellen Modell- und Analogrechners (UNIMAR) – noch in der Entwicklungs- und Testphase. Er übernahm den Einsatz des Analogrechners UNIMAR für die mathematische Modellierung und Projektierung verfahrenstechnischer Regelungen (wie bei der Papiermaschine Heinsberg, dem Atomkraftreaktor Rheinsberg, einem Verbundnetzsystem u. a.). Die dabei entwickelten Methoden der Struktur- und Verhaltenssimulation und die gewonnenen Erfahrungen fasste er 1964 in der Monographie „Programmierungstechnik für elektronische Analogrechner“ zusammen (spätere Auflagen 1969, 1974). Weitere diesbezügliche Buchveröffentlichungen aus dieser Zeit (s. Veröffentlichungen). Das Original des UNIMAR befindet sich jetzt im „Automatik-Museum“ der HTWK Leipzig.
Im Jahre 1968 wurde er an der Humboldt-Universität Berlin zum Dr. rer. nat. promoviert (Thema der Dissertation: Untersuchungen zur Lösbarkeit einiger Klassen von Randwertproblemen und Variationsaufgaben mittels iterativarbeitender Analogrechner, Gutachter: Rolf Reißig, Kurt Schröder). Er gründete und leitete das Rechenzentrum des Institutes und fokussierte es auf den Entwurf verfahrenstechnischer Regelungen und die Entwicklungsaufgaben von elektronischen Bausteinen des Automatisierungssystems URSAMAT. Zur selben Zeit begann er mit Vorlesungen an der Humboldt-Universität Berlin und an der TU Chemnitz (Themen: Computersimulation, Systemmodellierung). Nach dem Erwerb der Fakultas Docenti 1970 wurde er im Jahr 1970 zum Honorar-Dozenten für Automatisierungstechnik (Modellierung und Simulation industrieller Prozesse) ernannt und 1972 als Honorarprofessor für Mathematische Kybernetik und Rechentechnik an die TU Chemnitz, Sektion Automatisierungstechnik berufen. In den Anfangsjahren der Regelungstechnik wurde das IfR Berlin ein Pool für die Herausbildung von Hochschullehrern. Es wurden weitere Institutsangehörige als Professoren an Hochschulen und Universitäten berufen (wie Gunter Schwarze, Hans Fuchs, Wolfgang Weller, Georg Brack, Werner Kriesel). Die Kooperation mit Gunter Schwarze (HU Berlin) wurde nach dem Verlassen der Industrie fortgesetzt.
Achim Sydow initiierte 1969 (nach der Schließung der Arbeitsgruppe Analogrechner im Forschungsrat) die Gründung der Wissenschaftlichen Sektion (WS) Modellierung und Simulation bei der Wissenschaftlichen Gesellschaft für Messtechnik und Automatisierung (WGMA) der Kammer der Technik (KdT), zu deren Vorsitzenden er gewählt wurde. Die WS Modellierung und Simulation veranstaltete u. a. bis 1990 mehr als 15 wissenschaftliche Jahreskonferenzen (zumeist an der Universität Rostock) und war Diskussionsplattform für Entwicklung und Einsatz von Simulationssoftware mit der Industrie.

### Akademie der Wissenschaften Berlin (1975–1991)
Nach einem Wechsel zur Akademie der Wissenschaften Berlin, Zentralinstitut für Kybernetik und Informationsverarbeitung (ZKI) auf Einladung des Bereichs „Mathematik und Informatik“ der Akademie im Jahr 1975 konnte er das Arbeitsgebiet der Systemanalyse in die dortige Forschung einbringen. Er gründete und leitete den Forschungsbereich „Systemanalyse und Simulation“ (Computersimulation und Optimierung dynamischer Systeme, Umweltsysteme, Luftschadstoffausbreitung). Im Jahr 1984 habilitierte er sich mit dem Thema „Der Aspekt der Dezentralisierung bei der mehrkriterialen Optimierung von komplexen Systemen“ an der Akademie der Wissenschaften. 1985 wurde er zum Professor für Angewandte Systemanalyse an der Akademie ernannt. In der gemeinsamen Forschungsrichtung „Angewandte Systemanalyse“ der Grundlagenforschung der Akademie und der Hochschulen arbeitete er insbesondere mit Karl Reinisch (TU Ilmenau) eng zusammen. Zugleich leitete er die Arbeitsgruppe „Anwendungen der Kybernetik“ im Forschungsrat, die er von Friedhart Klix übernahm. Hier arbeitete er wieder u. a. auch mit dem Industrie-Institut IfR Berlin zusammen.
Er initiierte 1984 die monatliche Fachzeitschrift Systems Analysis, Modelling, Simulation (SAMS) beim Akademie-Verlag Berlin, die später von der Taylor & Francis Group übernommen wurde und von ihm bis 2005 herausgegeben wurde.

### Gesellschaft für Mathematik und Datenverarbeitung (1992–2000)
Im Zuge der Wiedervereinigung folgte er im Jahre 1992 einem Angebot des Forschungsinstituts für Rechnerarchitektur und Software-Technologie (FIRST) der Gesellschaft für Mathematik und Datenverarbeitung (GMD) von Wolfgang Giloi im Rahmen der Neuprofilierung des Institutes. Er wechselte mit einigen Mitarbeitern des ZKI und des Karl-Weierstraß-Institutes (ab 1. Januar 1992 Weierstraß-Institut für Angewandte Analysis und Stochastik) für Mathematik der Akademie zum FIRST. Dort etablierte und leitete er den Forschungsbereich „Modellierung und Simulation/Parallelsimulation“ (mesoskalige Wettermodelle, Ozonmodelle, Verkehrsmodelle, Nachhaltigkeitsforschung). Im Institut stand mit dem massiv parallelen Supercomputer SUPRENUM (mit 254 Knoten, konzipiert von Wolfgang Giloi) der damals schnellste Parallelrechner in Deutschland. Er entwickelte mit seinem Team das Software-Paket DYMOS (Dynamische Modelle für die Ozonanalyse) für die Simulation des Lufttransportes und der Luftchemie, das dann später auch auf MANNA, einem Nachfolger von SUPRENUM genutzt wurde.
Die Software DYMOS wurde ein Grundbaustein für nationale und internationale Kooperation. Sie erfolgte zumeist finanziert durch Projekte des Bundesministeriums und der Europäischen Kommission, des Senats von Berlin und der Landesregierung Potsdam. Seine Kooperation mit der Russischen Akademie (Alexander M. Prochorow, Nobelpreisträger, Institut für Physik Moskau) zum Thema „Air-Pollution in Giga-Städten“ (von der EU finanziert) brachte ihm eine Nominierung für den Max-Planck-Preis für internationale Forschungskooperation von der GMD.
Von 1992 bis 2012 hielt er regelmäßig Vorlesungen an der TU Berlin über Themen der Modellierung und Simulation von komplexen Umweltsystemen. In dieser Zeit nahm er auch Einladungen als Gastprofessor von den Universitäten Hagen, Lyngby, Linz, Innsbruck, Las Palmas an, und verbrachte auch einen Forschungsaufenthalt in den USA. An der Universität Linz war er regelmäßig als Gastprofessor im Institut für Systemtheorie (Kooperation mit Franz Pichler) tätig.
Großen Raum in seiner Arbeit der Jahre 1995–2010 hat die Konzipierung, Mitarbeit und Herausgabe des UNESCO-Projekts „Encyclopedia of Life Support Systems“ (EOLSS), Volume „Environmental Systems“ eingenommen, an dem schließlich 42 staatliche Forschungseinrichtungen aus aller Welt mitarbeiteten.
Die seit den frühen Entwicklungszeiten der Analogrechentechnik entstandenen wissenschaftlichen Kontakte setzten sich fort bis in die Jahre der digitalen Simulation und gemeinsamer Projektarbeiten, der Redaktionsbildung von SAMS und Arbeit in internationalen Gremien. In Reminiszenz an die Startjahre stand noch in seinen letzten Jahren am Institut einer der ersten Telefunken-Analogrechner (RAT 700) von Wolfgang Giloi in seinem Arbeitszimmer (jetzt im Technik-Museum Berlin). Mit Granino Arthur Korn (Tucson) war noch mehrmals einer der bekanntesten Aktiven der Analogrechentechnik und digitalen Simulation sein Gast und Buchautor in der von ihm herausgegebenen Buchreihe „Numerical Insight“ bei Taylor& Francis.
Achim Sydow ging 2000 in den Ruhestand, blieb aber am Institut bis 2015 als Berater und an der TU Berlin bis 2012 mit Vorlesungen weiter aktiv.

### Umwelt- und Klimaschutz (ab 1997)
Im regionalen Lebensbereich am Rande Berlins in Petershagen-Eggersdorf arbeitet er mit der Lokalen Agenda (einer UNESCO-Initiative) ehrenamtlich an örtlichen Klimaprojekten (Auszeichnung der Lokalen Agenda mit dem Bundespreis Nachhaltigkeit 2019 anlässlich einer Projektarbeit mit der Landschaftsökologin Angela Schlutow).

## Wirken/Kooperation/Projekte
Analogrechner in den sechziger Jahren und später die Simulation mittels Digitalrechner wurden wichtige Hilfsmittel der angewandten Systemanalyse. Achim Sydow gehörte zu ihren Entwicklern und Anwendern in der Automatisierungstechnik und Umwelt- und Klimaforschung und zu ihren Publizisten.
- Das modular aufgebaute Simulation Tool DYMOS (Dynamic Models for Smog Analysis) für die mesoskalige Ozonvorhersage war u. a. die Grundlage für Kooperationen und Anwendungen in Berlin (Berliner Senat, Umweltamt), im Bundesland Brandenburg (Landesregierung, Umweltministerium), in europäischen Städten (EU-Projekte), Santiago de Chile (Catholic University Santiago de Chile, Regierungsabkommen), mit der Russischen Akademie (EU-Projekt mit dem Institut für Physik, Alexander M. Prochorow, Nobelpreisträger) und mit Greenpeace für eine Ozonanalyse im Münchner Raum.
- Das UNESCO-Projekt EOLSS, Volume „Environmental Systems“ wurde in der Zeit 1995–2010 von ihm konzipiert und herausgegeben. Führende Experten aus 42 Ländern arbeiteten als Fachautoren mit (siehe Werdegang). Ganti Prasada Rao (Member UNESCO-EOLSS Joint Committee, Autor EOLSS) besuchte ihn im Institut in den Jahren 2003, 2004 und 2007. Durch die Aufnahme von weiteren Beiträgen u. a. von ERCIM in der Folgezeit wurde der Band „Environmental Systems“ durch zwei weitere Bände ergänzt.
- ERCIM (European Consortium for Informatics and Mathematics) bildete 1993 eine Working Group (WG) Environmental Modelling, die von Achim Sydow geleitet wurde. Jährliche Work Shops und gemeinsame Projekte befassten sich mit der Informationstechnologie im Umweltschutz (insb. mit Modellen und dem Einsatz von DYMOS). Die WG Environmental Modelling wurde von ERCIM auf den Jahrestagungen in Wien und Amsterdam für ihre europäische Projektarbeit ausgezeichnet.
- Auf einem Treffen des Vorstandes von IMACS (International Assoziation for Mathematics and Computers in Simulation) in Atlanta 1995 wurde Achim Sydow als General Chairman des 15. IMACS-Weltkongresses in Berlin und Vizepräsident von IMACS gewählt. Der Kongress fand 1997 statt unter Teilnahme von knapp 1000 Wissenschaftlern aus 92 Länder. Zuständig für Organisation war Ralf-Peter Schäfer, damaliger Mitarbeiter und späterer Entwicklungsleiter von Tomtom Europa.
- Informatik-Seminare auf Schloss Dagstuhl (Leibniz-Zentrum für Informatik): Achim Sydow initiierte und leitete ein Seminar über Modellierung und Simulation von komplexen Umweltproblemen auf Schloss Dagstuhl 1995, an dem auch Pesi Rustom Masani (Universität Pittsburgh), einer der letzten Mitarbeiter von Norbert Wiener und sein Biograph teilnahm. Ein weiteres gemeinsam mit Armin Grunewald (Institut für Technologiefolgeabschätzungen und Systemanalyse (ITAS) der HGF, Karlsruhe) organisiertes Seminar betraf ein HGF-Verbundprojekt zur Analyse der Nachhaltigkeitsentwicklung in Deutschland, das er mit initiiert hat und an dem er mit seinem Forschungsbereich von FIRST Berlin beteiligt war.
- Neben der Kooperation in Europa arbeitete er mit der US-amerikanischen Simulationsgesellschaft SCS „The Society for Computer Simulation International“ zusammen (als Organisator und Chairman der Mission Earth Conference „Modelling and Simulation of The Earth System“ in San Franzisco, San Diego, Los Angeles, Phönix in den Jahren 1993–1997).
- Die Buchreihe „Numerical Insight“ wurde 1994 von ihm initiiert und herausgegeben, und von der Taylor& Francis Group publiziert. Der Start erfolgte mit Manuskripten von G. A. Korn, „Numerical Insight into Dynamic Systems”, A. A. Samarski und A. P. Mikhailov, „Principles of Mathematical Modeling“, und P. Melin und O. Castillo, “Modelling, Simulation and Control of non-linear Dynamical Systems-an intelligent Approach… “.
- Die Fachzeitschrift Systems Analysis, Modelling, Simulation (SAMS) wurde von ihm 1984 initiiert, vom Akademie-Verlag Berlin und später von der Taylor&  Francis Group publiziert. Es wurden Artikel aus mathematischen, technischen und nichttechnischen Forschungsbereichen jährlich in 12 Heften veröffentlicht, ein Zeichen für das wachsende Interesse an systemanalytischen Arbeiten in den Jahren um die Jahrhundertwende.
- Mit Greenpeace (Karsten Smid, German Greenpeace Department for Air) wurden Szenario-Rechnungen für die Ozonbelastung im Münchner Raum mittels DYMOS 1994 durchgeführt. Die Ergebnisse fanden öffentliche Beachtung (gemeinsame Ausstellung am Berliner Funkturm, Pressekonferenzen von Greenpeace mit der Süddeutschen Zeitung und Vortrag vor dem NRW-Ministerpräsidenten und der Bundestagsfraktion der CSU auf Schloss Dagstuhl / Sankt Augustin (Hauptsitz der GMD) u. a.).

## Gremien, Ehrenamt
- Gründungsmitglied und Vorsitzender (1972–1990) der Wiss. Sektion Modellierung und Simulation (WS Modellierung und Simulation) in der Wissenschaftlichen Gesellschaft für Messtechnik und Automatisierung der Kammer der Technik (WGMA). Die WS organisierte jährliche Konferenzen an der Universität Rostock.
- Mitglied des Vorstandes IMACS (Board of Direktors of International Organisation for Mathematics and Computers in Simulation) (1992–2001), Vizepräsident 1994 und General Chairman der 15. Weltkonferenz Berlin 1997.
- Member of National Member Organisation of International Institute for Applied Systems Analysis (IIASA) Laxenburg (1994-20004) und Vorstandsmitglied (gewählt auf Vorschlag des scheidenden Vors. Hans Joachim Schellnhuber 2000).
- Member of the Advisory Board of the International Institute for General Systems Studies, USA / Pennsylvania (1994-). Hier unterstützte er die Vorbereitung und Durchführung von Tagungen in Pennsylvania, Texas und Wuhan (China) und übernahm Lectures zum Thema Umweltsimulation.
- Consulting Editor of the Encyclopedia of Life Support Systems (1995–2010)
- Member of the Scientific Steering Committee of INTAS (International Association for the promotion of cooperation with scientists from the independent states of the former Soviet Union) for the cooperation with researchers in Eastern Europe (Brussels), 1997–2002
- Vice-President der International Modelling und Software Society und Medalist, Australia (1996–2000)
- Mitglied im Lenkungsausschuss für Klimaforschung der Helmholz-Gesellschaft (HG) als Vertreter des GMD-Vorstandes (1996–2000)
- Im Ruhestand ehrenamtlich (1997 bis heute): Gründungsmitglied und Vorsitzender der Lokalen Agenda in Petershagen-Eggersdorf bei Berlin (UNESCO-Initiative)

## Veröffentlichungen (Auswahl)
Achim Sydow veröffentlichte mehrere Monografien und mehr als 150 Artikel (Autor oder Co-Autor). Er beteiligte sich als Herausgeber (z. T. mit Fachkollegen) an diversen Buch-Veröffentlichungen, Sammelpublikationen, Proceedings:
- Autor: Programmierungstechnik für elektronische Analogrechner. Verlag Technik Berlin 1964 (spätere überarbeitete Auflagen 1969 und 1974)
- Autor: Elektronische Analogrechner und Modellregelkreise. Reihe Automatisierungstechnik, Band 6. Verlag Technik Berlin 1962. (Spätere überarbeitete Auflagen: Elektronische Analogrechner. 1966, Elektronisches Analogrechnen. 1971)
- Autor: Elektronisches Hybridrechnen. Reihe Automatisierungstechnik Band 113. Verlag Technik Berlin 1971
- Autor: Numerische Analysis des Hybridrechnens. Reihe Theoretische Grundlagen der technischen Kybernetik. Verlag Technik Berlin 1970 und Verlag Dokumentation München-Pullach und Berlin 1970
- Autor: Informatik und Umwelt in „Informatik-Grundlagen, Anwendungen, Perspektiven“. Hrsg. Reinhard Wilhelm. Beck‘sche Reihe München 1996
- Editor, Co-Author: UNSCO EOLSS. Volume Environmental Systems. 1998, in 3 volumes. London 2009
- Autor: Environmental Systems, Survey (42 Pages) in UNESCO Encyclopedia of Life Support Systems (EOLSS). Volume Environmental Systems. 1998
- Achim Sydow, Matthias Schmidt, Thomas Lux, Ralf-Peter Schäfer, Peter Mieth: Simulation of air pollutant dispersion on parallel hardware. Simul. Pr. Theory 1(2): 57-64 (1993)
- Autor: Environmental Modelling and Simulation Research, ERCIM News No.34 – July 1998
- Hrsg. und Co-Autor: Wörterbuch Kybernetik (deutsch, englisch, französisch, russisch). Verlag Technik Berlin 1970. Mehrere Auflagen und ausländische Lizenzausgaben
- Editor: 15th IMACS World Congress on Scientific Computation, Modelling and Applied Mathematics. Berlin AUGUST 1997, Proceedings, 5 Volumes, published by Wissenschaft und Technik Berlin 1997
- Hrsg. mit Arnim Grunwald u. a. und Co-Autor: Forschungswerkstatt Nachhaltigkeit: Wege zur Diagnose und Therapie von Nachhaltigkeitsdefiziten. Ed. Sigma Berlin 2001
- Editor mit Spyros. G. Tsafestas, Robert Vichnevetsky: Advances in Simulation: Systems Analysis and Simulation (Theory and Foundations) 1 und 2, Springer Verlag New York 1989 und Akademie Verlag Berlin 1989
- Editor with Jin -Yi Yu and Co-Author: Conference on Mission Earth 1998, San Diego: Modelling and Simulation of the Earth System, SCS (Society for Computer Simulation International), Proceedings
- Guest Editor and Co-Author: Modelling and Simulation of Air pollution in Transaction of the SCS, Volume 15, Number 3, September 1998

## Nachweise / Weblinks
- Achim Sydow im Mathematics Genealogy Project (englisch)
- Achim Sydow in der Datenbank zbMATH
- EOLSS, Environmental Systems 1998 und 2009 (with biographical sketch)
- DNB, Katalog der National Bibliothek
- Berlin-Brandenburgische Akademie der Wissenschaften (Simulation, NID 1014450683)
- dplp. uni-trier.de, Computer Science Bibliography
- Journal Systems Analysis-Modelling-Simulation (SAMS), Akademie-Verlag Berlin 1984–91, Gordon & Breach 1991–95 and Tylor & Francis Group 1995–2003
- IIGS (The International Institute for General Systems Studies, Pennsylvania, USA.)
- SCS Proceedings of the Conference on Mission Earth: Modelling and Simulation of the Earth System Mission Earth, San Diego 1998
- GMD-Spiegel, Special Simulation Models: Systems Analysis and Parallel Simulation 1996
- Informatik und Umwelt. In: Perspektiven der Informatik 1993, S. 21–23
- Programmierungstechnik für elektronische Analogrechner, Verlag Technik Berlin 1964, 1969, 1974
- Supercomputer für den Umweltschutz. Prof. Wolfgang Giloi und Prof. Achim Sydow berichten über ihre Kooperation im Forschungsvorhaben „Dynamische Smog-Frühwarnsysteme“. In: Akademie der Wissenschaften Berlin/Spectrum 10/90
- Bundespreis Nachhaltigkeit 2019

| Personendaten    | Personendaten                                                     |
| ---------------- | ----------------------------------------------------------------- |
| NAME             | Sydow, Achim                                                      |
| KURZBESCHREIBUNG | deutscher Mathematiker und Professor für Angewandte Systemanalyse |
| GEBURTSDATUM     | 20. September 1933                                                |
| GEBURTSORT       | Berlin                                                            |